# مؤسسة فلسطين الخير
مؤسسة فلسطين الخير هي مؤسسة أهلية غير ربحية تأسست في فلسطين، بهدف تقديم المساعدة والدعم للمحتاجين والفئات المهمشة والأسر الفقيرة في المجتمع الفلسطيني، عبر مبادرات إنسانية وتنموية من خلال منح فرصة للقادرين مادياً على تقديم المساعدة. أنطلقت المؤسسة من بيت لحم ومقرها الرئيسي في مدينة رام الله وتعمل في مختلف محافظات الضفة الغربية وقطاع غزة.

## الرؤية والرسالة
تتمثل رؤية مؤسسة فلسطين الخير في بناء مجتمع فلسطيني متكافل تعُم فيه العدالة الاجتماعية، وبذل أقصى جهد من أجل مساعدة الفئات المحتاجة. أما رسالتها فتكمن من العمل الخيري والإنساني المنظم.

## الأهداف
تسعى مؤسسة فلسطين الخير إلى العديد من الأهداف، منها:
- دعم الأسر الفقيرة والمحتاجة.
- تعزيز وزيادة التضامن والتكافل الاجتماعي.
- تمكين الافراد اقتصاديًا عبر برامج التدريب وفرص العمل.

## الأنشطة والبرامج
تُشرف المؤسسة على مجموعة من البرامج، منها:
- برامج تمكين اقتصادي
- برامج مساعدات عاجلة
- برامج مساعدات طبية
- برامج مبادرات شبابية
- برامج صيانة وتأهيل منازل
- برامج مساعدات ذوي الإحتياجات الخاصة